# 樊他広
樊 他広（はん たこう、生没年不詳）は、前漢の人。『史記』は他広、『漢書』は佗広と書く。舞陽侯（紀元前150年 - 紀元前144年）。
漢の功臣樊噲の孫で、景帝7年（紀元前150年）に父の樊市人の後を継いで舞陽侯になった。後、他広の舎人（身分の低い家来）が罪を得て他広を恨み、景帝中元6年（紀元前144年））に訴え出た。「荒侯市人は病で子をなすことができず、弟と自分の夫人を交わらせて他広を生ませた。他広は実は荒侯の子でない」というのである。景帝は詔して吏に調べさせた。他広は侯をやめさせられ、国を除かれた。